# FK Ljubić Prnjavor
FK Ljubić je bosanskohercegovački nogometni klub iz Prnjavora koji se trenutačno nastupa u 1. ligi Republike Srpske. 
Klub je osnovan 1946. godine. Svoje domaće utakmice odigrava na Gradskom stadionu Borik u Prnjavoru, koji ima kapacitet od 2000 gledatelja. Navijači FK Ljubića nazivaju se Blue union. 